# Time Trapper
Time Trapper è un personaggio dei fumetti pubblicati da DC Comics, creato da Robert Kanigher e Edmond Hamilton. Mentre il personaggio comparve per la prima volta come "Time Trapper" in Adventure Comics n. 317 nel febbraio 1964, in una storia scritta da Edmond Hamilton, un personaggio simile di nome "The Time Master" comparve molto prima in Wonder Woman n. 101 nell'ottobre 1958, in una storia di Robert Kanigher. In Super Friends n. 17 del febbraio 1979, lo scrittore E. Nelson Brindwell scrisse una storia in cui si poteva presumere che i due personaggi fossero la stessa persona.

## Biografia del personaggio
All'inizio era conosciuto come un signore della guerra proveniente da un futuro molto distante, molto dopo la fine della Legione dei Supereroi. Nelle sue prime apparizioni, creò una strana "Tenda di Tempo Ferrosa" che evitava alla Legione di spingersi troppo avanti nel futuro. Comandò anche un vasto numero di schiavi ed ebbe un "braccio destro" femminile di nome Glorith, che in seguito uccise.
Per una ragione sconosciuta, nel 1958 Time Trapper, o, come si chiamava allora, Time Master, comparve per sfidare Wonder Woman ed il Colonnello Steve Trevor creando una diabolica "casa dei divertimenti" nella quale farli cadere. Wonder Woman e Steve Trevor dovettero sanare diversi disastri attraverso il tempo, prima di sconfiggere Time Trapper. Il criminale quindi ammise la sua sconfitta e scomparve, probabilmente ritornando alla sua "Tenda di Tempo Ferrosa".
Nel febbraio 1979, Time Trapper comparve di nuovo per sconfiggere i Superamici. Durante l'investigazione, Wonder Woman suggerì che Time Master e Time Trapper fossero la stessa persona. Superman dedusse che Time Trapper volesse sbarazzarsi di tutti i supereroi presenti nelle varie epoche, ed in particolare quelli della Legione dei Supereroi. Quindi, Time Trapper rapì e teletrasportò i Wonder Twins nel passato, intrappolando Jayna su Krypton e Zan su un pianeta acquoso vicino alla stella-sole Neryla. Con l'aiuto della Regina Hyppolita, i Superamici si divisero in due piccoli gruppi e ritrovarono i Wonder Twins. Ritornando al presente, i Superamici sconfissero Time Trapper che, quindi, scomparì. Superman credette che fosse stato imprigionato sul pianeta dei Controllori.
Successivamente, si scoprì che era un membro di una razza fascista, ma ben intenzionata dei Controllori. Time Trapper fu poi sconfitto dalla Legione e si credette, nel momento in cui il criminale Darkseid rimosse tutti i suoi poteri durante la Great Darkness Saga, non fosse più motivo di rischio.
La Retcon successiva fece di Time Trapper non un Controllore, ma soggetto ad una miriade di origini diverse. Queste includevano anche la possibilità che fosse il Legionario Cosmic Boy, Lori Morning, Superboy-Prime, e l'incarnazione vivente dell'Entropia dell'Universo.

## Storia post-Crisi
Una delle storie più note di Time Trapper giunse dopo la miniserie di Crisi sulle Terre infinite e il rinnovamento delle origini di Superman nel 1986, che rimosse Superboy dalla storia di Superman e della Legione.
A seguito dei problemi che sarebbero sorti per la Legione, si rivelò che Trapper creò un universo in miniatura estratto da un frammento di tempo nel passato remoto, che alterò gli eventi di questa realtà così che la Terra somigliasse alla Terra-1 pre-Crisi, completa di un proprio Superboy. Time Trapper manipolò ancora di più la linea temporale cosicché, ogni qualvolta la Legione avesse viaggiato indietro nel tempo per visitare il XX secolo, o che Superboy visitasse il futuro della Legione, i due sarebbero stati inviati direttamente uno nel mondo dell'altro. Tuttavia, all'"universo in miniatura" mancava la sua Supergirl, e quindi non era una risposta perfetta al riassestamento della continuità della Legione: fu quindi fu creata una Supergirl non-Kryptoniana di nome Matrice.
Quattro Legionari, Duo Damsel, Brainiac 5, Saturn Girl, e Mon-El, furono coinvolti nella cospirazione per 'eliminazione di Time Trapper, violando il regolamento della Legione. Il piano consisteva di attaccarlo nella sua cittadella alla fine del tempo inviando contro di lui Infinite Man. Nel corso dell'attacco, venne ucciso il secondo corpo di Duo Damsel, mentre Mon-El finì in coma.

### Mordru e Glorith
Dopo la "Five-Year Gap" nella storia della Legione, Brainiac 5 scoprì che l'essenza di Time Trapper sopravvisse nella mente di Mon-El. Quindi, Mon-El uccise Time Trapper nell'Universo in Miniatura, cosa che causò una reazione a catena attraverso il tempo e fece sì che a regnare sull'universo per qualche tempo fosse lo stregone Mordru. L'ex spalla di Mordru, Glorith, con un incantesimo, riuscì a prendere il posto di Trapper nella storia. Venne poi rivelato che Time Trapper inventò originariamente la creazione della Legione al fine di arrestare l'inevitabile ascesa di Mordru.
Sembrò che Time Trapper fosse stato ucciso da Parallax durante la storia Ora zero del 1994, ma al culmine della storia, fu poi ricreato insieme all'universo. Mantenendo una promessa fatta alla versione pre-Ora Zero di Cosmic Boy, non intervenne per assicurare la creazione della Legione post-Ora Zero, ma dopo che furono formati, li tormentò un po', con i ricordi intatti delle loro versioni precedenti. L'identità di questa incarnazione di Time Trapper non fu confermata; alcune prove suggerirono che poteva essere una versione futura di Lori Morning.

## Crisi finale: la Legione dei 3 mondi
Time Trapper affermò successivamente di aver fatto numerosissimi tentativi per separare Superman dalla Legione e cancellarlo dall'esistenza, ma che questi furono tutti fallimentari. Trapper affermò di aver confuso la Legione con la creazione di "universi in miniatura e alterazioni della storia", ammettendo implicitamente che fosse lui il responsabile dell'esistenza di "Batch SW6", del corso del "Primo" e del "Terzo", "Rinnovamento" della Legione. Rivelò anche, che fu lui a creare la targa che riportava le origini terrestri di Superman.
Il suo piano si concretizzò in Crisi finale: la Legione dei 3 mondi di Geoff Johns e George Pérez. Utilizzò Superboy-Prime, che immaginava come un Superman corrotto, usato come arma per la distruzione del collegamento tra Superman e la Legione. La storia rivelò infatti che questo Time Trapper era l'incarnazione di un Superboy-Prime più grande. Questi spinse Superman e i fondatori della Legione alla fine del tempo, dove cercò di ucciderli. Tuttavia, durante la battaglia, Saturn Girl vide la cicatrice a forma di "S" sul suo petto, la sua identica cicatrice, esattamente come quella che aveva Superboy-Prime nel passato. Con questa prova, Brainiac 5 teorizzò che Trappe fosse realmente una linea temporale senziente che assumeva forma diversa ogni volta proseguiva, spiegando che la multipla identità cambiava ogni volta che superava ogni incarnazione. Al fine di indebolirlo, i fondatori combinarono i loro poteri, squarciando la realtà alla fine del tempo e facendosi aiutare da altri Legionari delle varie epoche. Time Trapper fu sconfitto e riportato al tempo della Legione. Time Trapper tentò di convincere Superboy-Prime che possedeva la forza sufficiente per distruggere la Legione. Tuttavia, Prime negò il fatto che Trapper fosse la versione futura di sé e gli sferrò un pugno, creando un flash accecante che inviò Prime indietro sulla Terra Prime distruggendo la corrente incarnazione di Trapper.

## Poteri e abilità
I poteri principali di Time Trapper furono descritti come il totale controllo sul tempo stesso. Può congelarlo, alterarlo, e anche separane delle parti, creando quindi una propria dimensione in miniatura. Non può, però, alterare gli eventi nel tempo presente. Si presume che la sua tana si trovi alla fine del tempo.